# 伊絲塔

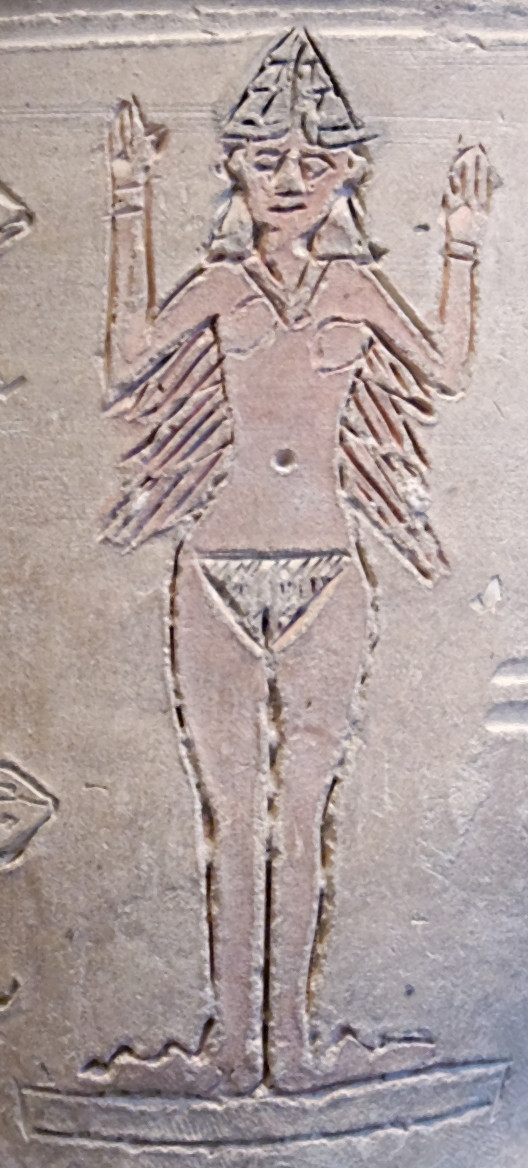
一幅伊丝塔尔（伊南娜）的画象

伊絲塔（DIŠTAR   𒀭𒌋𒁯；Ishtar，又譯作伊什塔爾、伊西塔）是美索不達米亞宗教所崇奉的女神，亦即是蘇美爾人的女神伊南娜。獅子是伊絲塔女神的象徵動物。
伊絲塔是一個雙面女神，既是豐饒與愛之神，同時也是戰爭女神，一般認為與金星日夜不同的雙面性有關。

## 神話故事

### 伊絲塔下冥界
伊絲塔曾經為了奪取她姐姐埃列什基伽勒的權力而下到冥界，埃列什基伽勒關上冥界的七道門，每當伊絲塔打開一扇門就會被剝奪一件象徵神權和力量的裝飾物，當伊絲塔來到埃列什基伽勒王座面前的時候已經是渾身赤裸，最後她在冥界七位判官的死亡注視下死去。
三天三夜後，伊絲塔的侍女寧舒布爾（Ninshubur）前往恩利爾、南納和恩基的神廟，請求他們拯救女神。前面兩個神拒絕提供援助，但是恩基卻答應了。恩基創造出兩個無性的生物，名喚嘉拉圖拉（Galatura）與庫雅拉（kurjara），讓他們前去陰間拜訪埃列什基伽勒，向她索要伊南娜的屍體。當他們來到冥界大殿時，埃列什基伽勒正在發病，他們同情痛苦的埃列什基伽勒並幫助了她，作為回報他們得到了伊絲塔的屍體，他們賦予其食物和生命之水，於是伊絲塔便復活了。當女神走出冥界的七道大門時，她被奪取的首飾一一被歸還給了她，於是伊絲塔又得以重返陽間，大地再次一片欣欣向榮。
(更詳細的版本請見伊南娜)。

### 伊絲塔與吉爾伽美什
吉爾伽美什史詩的傳說是美索不達米亞文化中最著名的史詩，講述半人半神的人類國王吉爾迦美什追尋永生的過程最早可以追溯到西元前2100年。雖有許多版本，但是目前最完整的是西元前1600年，楔形文字文獻版本是在尼尼微城圖書館廢墟出土，內容是亞述巴尼拔王在位時以阿卡德語撰寫的。
《吉爾伽美什、恩奇杜與冥府》版本:
伊絲塔為了得到璀璨的寶座和閃耀的床，將生長在幼發拉底河畔的一顆獨一無二的生命之樹從河濱拔起，把它帶到烏魯克去，將其種在神聖的花園裡，打算自己精心照料這棵樹，好得以實現她的美好計劃。然而邪惡又強大的魔女莉莉絲和她那條無法馴服的大蛇分別在這顆生命之樹的樹根和枝幹里住了下來，因此徹底擾亂了伊絲塔的計劃。為了趕走莉莉絲和大蛇，吉爾伽美什請纓出手幫助伊絲塔。他揮動青銅斧踏入花園砍死了大蛇，最終合力趕走了莉莉絲。這時，吉爾伽美什才得以拔起生命之樹的樹根，與同來的烏魯克子民們一同砍下那些樹枝，為伊絲塔雕造了精美的寶座和閃耀的床。為了表示感謝，女神用生命之樹的一部分根和枝製成了鼓和鼓棒贈送給了吉爾伽美什。
《吉爾伽美什史詩》版本:
吉爾伽美什生來天賦異稟，是烏魯克之王，擁有2/3的神血統。由於他暴虐無道，天神派下長着兩隻大角，人頭獸身的恩奇杜來威脅他。他來到烏魯克時，烏魯克的人民把他當成國王一樣崇敬，惹來了吉爾伽美什的嫉妒，因此和恩奇杜大打出手，兩人打得不分軒輊，結果是兩人不分勝敗並成為好友。兩人一起打死了可怕的山林守護神胡姆巴巴。
吉爾伽美什和恩奇杜打死胡姆巴巴後，吉爾伽美什在河裡清洗身體，此時他健美的英姿引起了烏魯克守護女神伊絲塔的青睞，伊絲塔便展開熱烈追求，但是被追求的吉爾伽美什不為所動，他還指責伊絲塔對歷任情人始亂終棄的淫亂行為（包括杜姆茲，巴比倫語稱塔姆茲）。為此伊絲塔非常憤怒，之後她還請父親安努降下天牛來懲罰吉爾伽美什，但那降下的天牛隨後卻被吉爾伽美什和恩奇杜兩人聯手殺死了。殺死天牛沒多久，恩奇杜卻因殺死怪物後造成的精神衰弱死去。吉爾伽美什因恩奇杜的死去而產生感慨，開始四處尋找永生的方法，經過多時的尋找後，終於找到不死者烏特納匹什提姆。吉爾伽美什向烏特納匹什提姆尋求永生的秘密，烏特納匹什提姆答應了吉爾伽美什的請求，將他永生的祕密說給吉爾伽美什聽，於是他講述了大洪水的故事，聽完故事後吉爾伽美什瞭解到永生無法自行爭取，只得灰心地回到烏魯克。

## 資料來源
1. ↑  大英簡明百科[永久]
2. ↑  東西方印章比較研究—以神話肖形印為例